# Карапеле
Карапеле (итал. Carapelle) је насеље у Италији у округу Фођа, региону Апулија.
Према процени из 2011. у насељу је живело 6524 становника. Насеље се налази на надморској висини од 61 м.

## Становништво
| 1951. | 1961. | 1971. | 1981. | 1991. | 2001. | 2011. |
| ----- | ----- | ----- | ----- | ----- | ----- | ----- |
| 2.247 | 2.539 | 2.934 | 3.659 | 5.261 | 5.905 | 6.524 |